# Супіріор (Колорадо)
Супіріор (англ. Superior) — місто (англ. town) в США, в округах Боулдер і Джефферсон штату Колорадо. Населення — 13 094 особи (2020).

## Географія
Супіріор розташований за координатами 39°55′52″ пн. ш. 105°9′33″ зх. д. / 39.93111° пн. ш. 105.15917° зх. д. (39.931190, -105.159085).  За даними Бюро перепису населення США в 2010 році місто мало площу 10,36 км², з яких 10,25 км² — суходіл та 0,11 км² — водойми.

## Демографія
Згідно з переписом 2010 року, у місті мешкали 12 483 особи в 4496 домогосподарствах у складі 3159 родин. Густота населення становила 1205 осіб/км².  Було 4698 помешкань (453/км²).
Расовий склад населення:
| - 80,4 % — білих - 13,8 % — азіатів - 0,9 % — чорних або афроамериканців - 0,2 % — корінних американців - 1,0 % — осіб інших рас |

До двох чи більше рас належало 3,7 %. Частка іспаномовних становила 6,6 % від усіх жителів.
За віковим діапазоном населення розподілялося таким чином: 31,5 % — особи молодші 18 років, 65,4 % — особи у віці 18—64 років, 3,1 % — особи у віці 65 років та старші. Медіана віку мешканця становила 32,5 року. На 100 осіб жіночої статі у місті припадало 103,0 чоловіків;  на 100 жінок у віці від 18 років та старших — 101,1 чоловіків також старших 18 років.
Середній дохід на одне домашнє господарство  становив 143 860 доларів США (медіана — 115 846), а середній дохід на одну сім'ю — 161 622 долари (медіана — 129 815). Медіана доходів становила 88 950 доларів для чоловіків та 65 015 доларів для жінок. За межею бідності перебувало 3,9 % осіб, у тому числі 0,7 % дітей у віці до 18 років та 7,7 % осіб у віці 65 років та старших.
Цивільне працевлаштоване населення становило 7266 осіб. Основні галузі зайнятості: науковці, спеціалісти, менеджери — 29,3 %, освіта, охорона здоров'я та соціальна допомога — 21,4 %, виробництво — 10,1 %, мистецтво, розваги та відпочинок — 7,5 %.